# Grepolis
Grepolis é um jogo eletrônico de estratégia em tempo real desenvolvido pela InnoGames. O jogo permite que os jogadores possam administrar uma cidade da Grécia Antiga. Conforme o jogo avança, é possível conquistar cidades de outros jogadores e assim construir um império. Para isso, o jogador vai precisar da ajuda de aliados e de estratégias.
Ele é um jogo freemium, isto é, não há nenhum custo para jogar, mas os jogadores tem a opção de compra de conteúdo premium. O jogo atualmente possui dois milhões de jogadores ativos no mundo inteiro.

## Versões Grepolis
Existem 22 versões do Grepolis, mostradas abaixo: 
| Global                                      | Alemanha                                    | Brasil                                      | Coreia do Sul                               | Dinamarca                                   | Eslováquia                                  |
| 46 Mundos de Guerreiros 02 Mundos de Heróis | 36 Mundos de Guerreiros 02 Mundos de Heróis | 42 Mundos de Guerreiros 01 Mundos de Heróis | 07 Mundos de Guerreiros 01 Mundos de Heróis | 09 Mundos de Guerreiros 01 Mundos de Heróis | 09 Mundos de Guerreiros 01 Mundos de Heróis |
| Espanha                                     | Estados Unidos                              | França                                      | Grécia                                      | Holanda                                     | Hungria                                     |
| 27 Mundos de Guerreiros 01 Mundos de Heróis | 03 Mundos de Guerreiros 00 Mundos de Heróis | 40 Mundos de Guerreiros 02 Mundos de Heróis | 13 Mundos de Guerreiros 01 Mundos de Heróis | 21 Mundos de Guerreiros 01 Mundos de Heróis | 13 Mundos de Guerreiros 01 Mundos de Heróis |
| Itália                                      | Japão                                       | Noruega                                     | Polônia                                     | Portugal                                    | República Tcheca                            |
| 18 Mundos de Guerreiros 01 Mundos de Heróis | 06 Mundos de Guerreiros 01 Mundos de Heróis | 08 Mundos de Guerreiros 01 Mundos de Heróis | 26 Mundos de Guerreiros 01 Mundos de Heróis | 30 Mundos de Guerreiros 01 Mundos de Heróis | 12 Mundos de Guerreiros 01 Mundos de Heróis |
| Romênia                                     | Rússia                                      | Suécia                                      | Tailândia                                   | Turquia                                     | Chile                                       |
| 16 Mundos de Guerreiros 01 Mundos de Heróis | 13 Mundos de Guerreiros 01 Mundos de Heróis | 09 Mundos de Guerreiros 01 Mundos de Heróis | 02 Mundos de Guerreiros 00 Mundos de Heróis | 02 Mundos de Guerreiros 00 Mundos de Heróis | 17 Mundos de Guerreiros 01 Mundos de Heróis |

## Edifícios
Os edifícios no Grepolis é onde acontece a administração da polis no jogo.
Senado - No Senado, é possível construir novos edifícios, bem como evoluir os já disponíveis. Quanto maior for o nível de Senado, mais rápida será a construção dos edifícios.
Gruta - Na Gruta, você pode recrutar os espiões para espionar as aldeias inimigas, podendo ainda armazenar moedas de prata para recrutá-los quando pretender. Quanto maior o nível do Esconderijo, mais moedas poderão ser armazenadas. Quando este edifício estiver totalmente evoluindo será eliminado o limite de moedas para armazenar.
Armazém - No armazém,os recursos de sua cidade são armazenadas. Quanto maior for o nível do armazém, mais matérias-primas serão armazenadas.
Fazenda/Quinta - A Fazenda oferece ao seu exército, bem como aos seus trabalhadores comida. Se não expandir a fazenda a sua cidade não pode evoluir. Quanto maior for o nível da quinta, mais cidadãos poderão ter na sua cidade, logo, poderá recrutar mais tropas.
Ágora - Na Ágora, você pode consultar as suas tropas, tanto as que estão na aldeia como as que estão fora. Também como planejar o seu próximo ataque com o simulador de batalha. Aqui pode também organizar eventos para aumentar o seu nível da cultura(peças teatrais,desfiles,jogos olímpicos e etc...).
Serraria - Na densa floresta que se encontram nos arredores da sua cidade, os madeireiros cortam as árvores para fornecer a madeira necessária para expandir a sua cidade e para o recrutamento das suas tropas. Quanto maior for o nível da Serraria, mais madeira será produzida para o desenvolvimento da sua cidade.
Pedreira- Na sua pedreira, os pedreiros extraem a rocha fundamental para o desenvolvimento da sua cidade e para o recrutamento de suas tropas. Quanto maior o nível da sua Pedreira, mais pedra será extraída para o desenvolvimento da sua cidade.
Mina de prata - Na sua Mina de Prata, os mineiros extraem o precioso minério, a prata, fundamental para o desenvolvimento da sua cidade e para o recrutamento de suas tropas. Quanto maior o nível da sua Mina de prata, maior será a quantidade de prata extraída para o desenvolvimento da sua cidade
Mercado - No mercado, você pode fazer trocas com outros jogadores ou simplesmente enviar matérias-primas.
Porto - No porto, você pode expandir a sua frota. Pode construir tanto unidades de transporte como unidades de combate. A velocidade com que os trabalhadores do estaleiro constroem os novos navios depende do nível do Porto.
Quartel - No quartel, você pode recrutar tanto tropas regulares, como unidades míticas. Quanto maior o nível do quartel, mais rápido será treinado as suas tropas.
Muralha - A muralha protege a sua cidade contra as tropas inimigas. Ele aumenta tanto o nível de defesa da cidade como valor de defesa das tropas.
Academia - Na academia, você pode pesquisar as novas tecnologias. O jogo oferece várias tecnologias que podem fortalecer as suas tropas ou permitir a construção mais eficiente dos edifícios, bem como fornecer novas táticas de batalha. Quanto maior o nível de sua academia, mais tecnologias poderá pesquisar.
Templo - No templo, você poderá adorar um Deus, à sua escolha. Cada um dos Deuses do jogo pode conceder diferentes poderes divinos e diferentes unidades míticas para ajudá-lo. Para tal, é necessário construir o templo do deus escolhido. Quanto maior o nível do templo, maior será a quantidade de favor divino concedido pelos Deuses.
Teatro - Com a construção do Teatro, pode apresentar aos cidadãos da sua cidade dramas e comédias, aumentado assim o nível de cultura da sua cidade.
Termas - Um fator de grande importância na Grécia Antiga era a higiene. Com a construção do Termas, você pode elevar o nível de saúde da sua população assim como aumentar o número da população em 10%.
Biblioteca - Conhecer é poder. Com a construção de uma biblioteca, você receberá 12 pontos adicionais de pesquisa que poderá utilizar na academia para as novas tecnologias.
Fárol - O Farol de Alexandria foi uma das famosas 7 Maravilhas do Mundo. Com a construção deste edifício na área do Porto, irá aumentar a velocidade da sua frota em 15% porque irá melhorar a navegação.
Torre - A poderosa Torre aumenta a capacidade defensiva das suas tropas em 10%, tornando a sua cidade quase impenetrável.
Estátua divina - Os deuses gregos são volúveis e gostam muitos de sinais que revelem a sua adoração. Com a estátua Divina você pode mostrar como eles são importantes e, assim, aumentar a graça divina que eles lhe concedem. Ao mudar de Deus, a estátua irá mudar para o novo Deus.
Oráculo - Através do Oráculo, pode descobrir os espiões inimigos. Assim, poderá descobrir quem está espionado e estar mais bem preparado para qualquer ataque. 
Tenda do mercador - A razão máxima de comércio com as aldeias de bárbaros aumenta em 25 % 

## Heróis
Uma novidade do Grepólis e o recrutamento dos principais heróis e destaques da mitologia grega, como por exemplo Hércules , Andrômeda , Helena , Orfeu , Atalanta entre muitos outros. Esta novidade atualmente se encontra disponível a partir do Mundo Baris. O recrutamento destes heróis para sua pólis e por meio das moedas de sabedoria e de guerra, essas moedas são obtidas com a conclusão das missões da ilha.